# 世界システム論
世界システム論（せかいシステムろん、英語: world-systems theory）は、アメリカの社会学者・歴史学者、イマニュエル・ウォーラステインが提唱した「巨視的歴史理論」である。
各国を独立した単位として扱うのではなく、より広範な「世界」という視座から近代世界の歴史を考察する。 その理論の細部についての批判・反論はあるものの、世界を一体として把握する総合的な視座を打ち出した意義やその重要性については広く受け入れられている。

## 概要
世界システムとは、複数の文化体（帝国、都市国家、民族など）を含む広大な領域に展開する分業体制であり、周辺の経済的余剰を中心に移送する為の史的システムである。世界システムとは言うものの、必ずしも地球全域を覆う規模に達している必要はなく、一つの国・民族の枠組みを超えているという意味で「世界」システムと呼ばれるのであり、コロンブスによるアメリカ大陸の「発見」以前においても世界システムは存在したとされる。中央（中核）・半周辺・周辺（周縁）の三要素による分業であり、歴史上、政治的統合を伴う「世界帝国」か政治的統合を伴わない「世界経済」、どちらか二つの形態をとってきた。
しかし過去において存在した世界システムと、16世紀に成立した「近代世界システム」が決定的に異なるのは、前者が世界経済から世界帝国へ移行したか、さもなくば早期に消滅したのに対し、後者は世界帝国となることなく政治的には分裂したまま存続している点である。ウォーラステインは近代世界システムのみが世界帝国となる事なく、そして衰退する事無く存在し続ける理由として世界的な資本主義の発展を挙げており、近代世界システムが多数の（言い換えれば世界システムに比較し小規模の）政治システムにより成り立っていた為、経済的余剰を世界帝国特有の巨大官僚機構や広域防衛体制に蕩尽する事無くシステム全体の成長に寄与させる事ができ、また経済的要因の作用範囲が個々の政体の支配範囲を凌駕していた為、世界経済は政治的な掣肘を超えて発展する事が可能となった、としている。
上記のようにウォーラステインは近代世界システムの特徴に資本主義を挙げているが、彼の言う「資本主義」は一般に使用される場合とは若干定義が異なり、自由意志に基づく労働契約を必ずしも必要とはしていない。彼によればシステムはただ一つの生産関係によって規定されるため、世界システムの中心諸国さえ「自由な労働」に基づく資本主義的な生産様式に則っているのであれば、システム全体を資本主義的と称する事ができる。つまり資本主義的な中心諸国向けに生産されるのであれば、どんな生産形態を採っていようとも世界的な資本主義経済の一端に過ぎない、とウォーラステインは主張している。
このように同じシステム内においても、中心・半周辺・周辺で役割と生産形態が異なるのが世界システムの国際的分業体制である。ウォーラステインによれば、近代世界システムにおいて世界経済のもたらす利潤分配は著しく中央に集中するが、統一的な政治機構が存在しないため、この経済的不均衡の是正が行われる可能性は極めて小さい。その為、近代世界システムは内部での地域間格差を拡大する傾向を持つ事になる。単線的発展段階論によれば「後進」周辺地域は「先進」西欧諸国と同じ道をたどり、やがて先進中央諸国に追い付く、少なくとも経済格差は縮まっていくはずであるが、この様な理由により、周辺は中央に対する原料・食料などの一次産品供給地として単一産業化されており、開発前の「未開発」とも、開発途中の「発展途上」とも異なる「低開発」として固定化されてしまっているのである。

## 重要概念
世界システム
ひとつの分業体制に組み込まれた広大な領域のこと。国などのいかなる政治的単位をも超える規模を持つということから「世界」システムと呼ばれる。世界システムは世界経済と世界帝国に分類される。なお、ここで言う世界とは地球上すべてを覆う概念ではなく、より小さな地域的単位を含む。イスラム世界、地中海世界、東アジア世界、新世界、旧世界といった概念を思い浮かべると分かりやすい。従って、時代によっては複数の世界システムが同時に地球上に存在することもあり得る。
世界経済
政治的統合を伴わない世界システムのこと。近代世界システム以外の世界経済は世界帝国へと変化するか、世界帝国への変化を待たず早期に消滅した。
世界帝国
政治的に統合された世界システムのこと。官僚制度や防衛・鎮圧のための軍事費によりやがて崩壊した。
近代世界システム
いまだ世界帝国への変化も、消滅もしない特異な世界システム。とある世界システムが他の世界システムを包摂し成長することで成立した。16世紀以来拡大を続け、現在、地球上に唯一存在する世界システムとされる。つまり、この世界の世界システム。

### ヘゲモニー（覇権）
世界システム内において、ある中心国家が生産・流通・金融の全てにおいて他の中心国家を圧倒している場合、その国家は「ヘゲモニー国家（覇権国家）」と呼ばれる。ウォーラステインによれば、ヘゲモニーはオランダ・イギリス・アメリカの順で推移したとされる。ただし、ヘゲモニーは常にどの国家が握っているというものではなく、上記三国の場合、オランダは17世紀中葉、イギリスは19世紀中葉、そしてアメリカは第二次世界大戦後からベトナム戦争までの時期にヘゲモニーを握っていたとされる。この内、イギリス・アメリカに関してはヘゲモニー国家であったことにほぼ異論はないが、しばしばオランダに関し、その優位はヘゲモニーと呼べる程には至らなかったとも考えられている。
ヘゲモニーにおける優位は生産・流通・金融の順で確立され、失われる際も同じ順である。実際、イギリスが「世界の工場」としての地位を失った後もシティはしばらく世界金融の中心として栄え、アメリカが巨額の貿易赤字をかかえるようになってもウォール街がいまだ世界経済の要として機能している。

## 世界システム論からみたソ連
世界システム論者たちは、世界が資本主義の「世界」と社会主義の「世界」に分断されていると理解されてきた冷戦時代から、「世界経済の一体性」を強調してきた。ウォーラーステインは、ソヴィエト連邦が近代世界システムのなかでアメリカ合衆国と政治的には敵対することで、むしろ機能的には世界経済を安定化させていると論じている。

## 日本での受容
1981年に川北稔によって『近代世界システム』が翻訳される。川北自身が歴史学者であることに表れているように、いち早く世界システム論の可能性に気がついたのは、一国史的な歴史認識に限界を感じ、交易を軸に産業革命などを世界史的な視野で研究を進めていた角山榮らを中心とした、歴史学者のグループであった。
その後、ウォーラステインと世界システム論は研究者以外にも急速に知られるようになる。それは当時、アメリカ経済の冷え込みが見え始めた一方で、好調の日本経済が留まることを知らないかのように思われ、「次のヘゲモニー国家は日本」という日本経済礼賛の文脈で用いられたためであった。しかしバブル崩壊とともにこの種の言説は鳴りを潜めることとなった。

## 批判
西洋中心主義

世界システム論の扱う範囲はあまりに広いため、個々の分野の専門家から詳細に関して多くの指摘がなされている。世界システム論に対して寄せられた批判の論点には、西洋中心主義 (Eurocentric)、経済以外の要因が軽視されている事などがある。ウォーラステインの共同作業者でもあり批判者でもあるアンドレ・グンダー・フランクは著書『リオリエント』(1998) において、マルクスやブローデルなどと同様にウォーラステインは「世界経済」を近代西洋に限定しているが、近代以前あるいは以降においてすらも、世界経済の基軸はアジアにあったとした。ウォーラステインはフランクが1800年以降の西欧諸国のヘゲモニーについて軽視しすぎていると応答した。
また、全四部作として計画されたにもかかわらず、いまだ第三部までしか出版されていない未完の理論であるという指摘もある。いずれにせよ、専門領域に特化しがちな諸研究を統合する視座を提供しうる世界システム論の功績は否定できないとともに、相互批判の中で更なる理論的発展が期待されている。